# Дача Карпова
Дача Карпова — особняк начала XX века в посёлке Семеиз в Крыму, расположенный по адресу ул. Советская, 39, спроектированный и построенный Кузьменко В. М. В последние десятилетия — один из корпусов детского противотуберкулёзного санатория «Юность».

## Дача Карпова
24 января 1904 года инженер-железнодорожник Василий Михайлович Кузьменко приобрёл у владельца Нового Симеиза И. С. Мальцова дачный участок № 5 в западной части Нового Симеиза площадью 319 квадратных саженей (примерно 14,1 сотки), расположенный на крутом горном склоне к морю «с великолепным видом». К середине 1905 года Василий Михайлович по собственному проекту построил двухэтажную дачу на 14 комнат «для семьи, постояльцам комнаты не сдавались» — первое строение в этой части Нового Симеиза. Склон у почтового тракта был крутым и скалистым — пришлось выравнивать площадку, срезая склон и укреплять место под дом подпорной стеной. Здание, тяготеющее к стилю неоклассицизма, украшено античными архитектурными элементами: колоннами, портиками, просторными открытыми балконами и имеет сложный профиль в 1—2 этажа. У дачи 4 парадных входа с каждой стороны, на участке был ещё небольшой флигель и небольшой парк в южной части.
10 мая 1911 года Кузьменко продаёт дачу отставному полковнику Николаю Павловичу Карпову (к этому времени Кузьменко построил для себя дачу Нюкта и семья перебралась туда). Прежнее здание, по фамилии нового хозяина, вошло в историю, как «дача Карпова», хотя впоследствии у него был ещё один владелец. При Карпове на даче, помимо проживания хозяев, стали сдавать комнаты приезжим: на 1912 год значится «с содержанием пансиона». Николай Павлович Карпов (1855—1929 годы), бывший командир 4-го Донского казачьего полка, вышел в отставку в 1907 году с производством в генерал-майоры, также известен, как художник и скульптор. В эмиграции был преподавателем Донского кадетского корпуса в Югославии, членом Союза русских ветеранов в Болгарии, умер и похоронен в Софии. 29 октября 1916 года Карпов продаёт усадьбу новым совместным собственникам — смоленскому купцу 1 гильдии Дмитрию Витальевичу Кувшинникову и агроному Григорию Степановичу Котикову. О последних владельцах известно, что в 1919 году они находились в Симеизе.

## После революции
16 декабря 1920 года приказом председателя Революционного комитета Крыма были изъяты «из частного владения как разных ведомств, так и частных лиц все имения Южного 

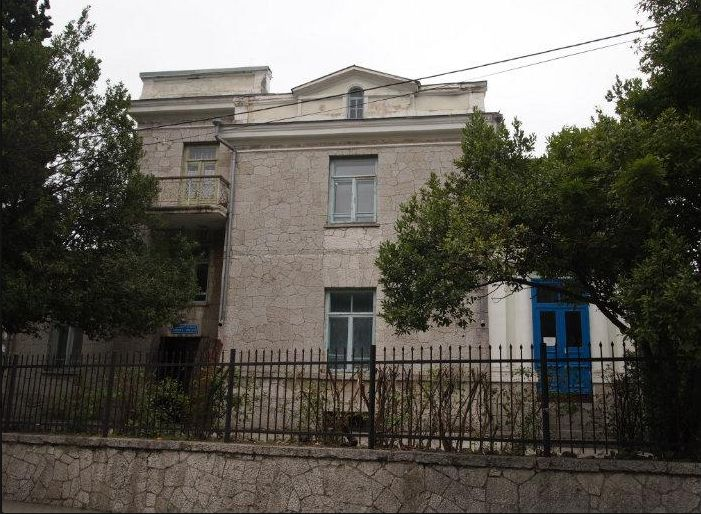
Современный вид

берега Крыма в районе от Судака до Севастополя включительно» и передавались в ведение специально созданного Управления Южсовхоза. В 1920-е годы особняк передали в организованный из соседствующих дач санаторий «Селям», который позже переименовали в санаторий имени Ленина. После войны бывшую дачу передали детскому противотуберкулёзному санаторию «Юность» Минздрава Украины, в бывшем доме Карпова работала школа санатория. С декабря 2014 года — ГБУ "Санаторий «Юность» РФ, на 2023 год намечена капитальная реставрация всего комплекса зданий.
В апреле 2021 года в министерство культуры Республики Крым поступило заявление, предлагающее включить в единый государственный реестр объектов культурного наследия «садово-парковую зону с группой исторических вилл, входивших до недавнего времени в санаторий „Юность“ как единый усадебно-парковый ансамбль исторической улицы Николаевской», в том числе и дачу Кузьменко (Карпова). С декабря 2014 года — ГБУ "Санаторий «Юность» РФ, на 2023 год намечена капитальная реставрация всего комплекса зданий.